# Березняк (Кіриський район)
Березняк (рос. Березняк) — присілок у Кіриському районі Ленінградської області Російської Федерації.
Населення становить 65 осіб. Належить до муніципального утворення Пчовжинське сільське поселення.

## Історія
Згідно із законом від 1 вересня 2004 року № 49-оз органом  місцевого самоврядування є Пчовжинське сільське поселення.

## Населення
| 2007 | 2010 | 2017 |
| ---- | ---- | ---- |
| 30   | ↘23  | ↗65  |